# Vampire Hunters
Pour plus de détails, voir Fiche technique et Distribution.
Vampire Hunters (千年僵尸王, Geung see dai si doi) est un film hongkongais réalisé par Wellson Chin et produit par Tsui Hark, sorti en 2002.

## Synopsis
Au XVIIe siècle, en Chine, des vampires violents et sanguinaires sèment la terreur, ratissant chaque village. Mao Shan et sa bande, de courageux mercenaires, osent les affronter. Pratiquant les arts martiaux, ces guerriers ont été éduqués depuis la naissance dans un seul but, exterminer ces créatures démoniaques. Leur traque les amène jusqu’à la maison de Maître Jiang, où se sont cachés une horde de vampires, attendant le bon moment pour envahir la Terre. Quatre hommes contre une centaine de mort-vivants, l'affrontement risque d'être sanglant...

## Distribution
- Danny Chan : Choi
- Ken Chang : Hei
- Lam Suet : Kung
- Michael Chow : Fat

## À noter
- Même si le titre anglais du film communément utilisé est The Era of Vampires une version retouchée et modifiée du film est sortie en Amérique du Nord sous le nom Tsui Hark's Vampire Hunters.